# Liste des joueurs québécois de baseball
Ceci est une liste des joueurs de la ligue majeure de baseball originaires du Québec. 

## A
- Philippe Aumont
- Derek Aucoin

## B
- Denis Boucher

## C
- Paul Calvert
- Éric Cyr

## D
- Ray Daviault
- Fred Demarais
- Gus Dugas

## G
- Éric Gagné
- Roland Gladu
- Steve Green
- Vladimir Guerrero jr

## H
- Tim Harkness
- Paul Hodgson

## J
- Nicolas Jacques
- Edouard Julien

## K
- Joe Krakauskas

## L
- Pierre-Luc Laforest
- Eric Langill
- Sam LaRoque
- Charles Leblanc
- Pete LePine
- Chris Leroux
- Dick Lines

## M
- Russell Martin (ontarien qui passa une partie de sa jeunesse au Québec)
- Georges Maranda

## P
- Ron Piché

## R
- Claude Raymond
- Sherry Robertson
- Jean-Pierre Roy

## S
- Maxime Saint-Pierre

## T
- Jesen Therrien
- Abraham Toro

## V
- Eugène Vadeboncœur (né au Canada-Est qui deviendra le Québec en 1867)

## W
- Pete Ward
- Ed Wingo